# Eskdale (L36)
Lo Eskdale (pennant number L36) fu un cacciatorpediniere scorta della Marina militare norvegese, parte della classe Hunt e attivo nel periodo della seconda guerra mondiale.
Varata nel marzo 1942 per la Royal Navy britannica con il nome di HMS Eskdale, prima del completamento l'unità fu ceduta alla Norvegia e servì con i nuovi proprietari principalmente nel canale de La Manica, finendo affondata il 14 aprile 1943 dopo uno scontro con motosiluranti tedesche al largo della Penisola di Lizard nella Cornovaglia del sud.

## Storia
Ordinata il 28 luglio 1940 ai cantieri della Cammell Laird di Birkenhead e impostata il 18 gennaio 1941, l'unità fu varata il 16 marzo 1942 con il nome di HMS Eskdale in onore dell'omonima vallata dell'Inghilterra, prima unità della Royal Navy a portare questo nome; prima ancora del suo completamento, nel giugno del 1942 la nave fu ceduta alla Marina norvegese in sostituzione del cacciatorpediniere HMS Newport, una ex unità statunitense trasferita dalla Royal Navy ai norvegesi ma ormai non più bellicamente efficiente, perdendo il prefisso "HMS" ma mantenendo il nome originario; la nave entrò quindi in servizio con i nuovi proprietari il 31 luglio 1942.
Assegnato alla Home Fleet britannica di stanza a Scapa Flow, lo Eskdale fu brevemente impegnato nella scorta dei convogli artici diretti in Unione Sovietica via Mar Glaciale Artico, accompagnando tra il 2 e il 6 settembre il convoglio PQ18 prima di essere inviato a  Portsmouth per operare nella zona del canale de La Manica; il 13 ottobre l'unità salpò insieme a una squadriglia di cacciatorpediniere e motosiluranti britanniche nel tentativo di intercettare la nave corsara tedesca Komet segnalata in transito nel canale: individuata al largo della costa dell'Isola di Wight, l'unità tedesca fu silurata e affondata con gravi perdite tra il suo equipaggio.
In novembre l'unità continuò le sue operazioni nel canale, scortando i convogli alleati e compiendo missioni contro il traffico tedesco lungo le coste settentrionali della Francia; il 12 novembre lo Eskdale fu impegnato in una violenta azione insieme a una squadra di cacciatorpediniere britannici al largo di Dieppe: l'unità norvegese silurò e affondò lo sperrbrecher tedesco 144/Beijerland, ma incassò diversi colpi d'artiglieria che causarono danni alla timoneria e al centro di direzione del tiro oltre a 4 morti e 7 feriti tra l'equipaggio, riuscendo a rientrare a Portsmouth unicamente tramite l'uso dei timoni d'emergenza. L'unità fu messa in cantiere per lavori di riparazione che si protrassero quindi fino al 16 gennaio 1943.
Tra febbraio e marzo l'unità fu intensamente impegnata nella scorta dei convogli britannici lungo le coste meridionali dell'Inghilterra. Il 14 aprile lo Eskdale si aggregò alla scorta del convoglio PW232, che quella notte fu attaccato da una flottiglia di motosiluranti tedesche al largo della penisola di Lizard: la motosilurante S-90 riuscì a piazzare due siluri contro la fiancata del cacciatorpediniere, che iniziò rapidamente ad affondare; il relitto quindi colò a picco nella posizione 50° 03' N, 05° 46' W dopo essere stato colpito da un altro siluro lanciato dalla motosilurante S-112, con 25 morti tra il suo equipaggio.
I superstiti della ciurma dello Eskdale furono poi impiegati per equipaggiare il nuovo cacciatorpediniere della Marina norvegese Stord, entrato in servizio nel settembre 1943.